# Nadir

Bilden visar relationen mellan zenit och nadir. Nadir är zenits motsats.

Nadir är motsatsen till zenit. I zenit är den tänkta punkten på himlavalvet 90° över horisonten, i nadir 90° under densamma. Ordet nadir kommer från arabiska نظير  (naẓīr) och betyder "motpart".

## Beskrivning
Nadir är riktningen som pekar direkt under en viss plats, det vill säga det är en av två vertikala riktningar från en angiven plats, där vinkelrät till en horisontell plan yta. Specifikt, inom astronomi, geofysik och relaterade vetenskaper (t.ex. meteorologi), är nadir vid en viss punkt den lokala vertikala riktningen som pekar i riktning mot gravitationskraften på den platsen. Riktningen som är motsatt nadir är zenit.
Uttrycket används också figurativt för att betyda en lågpunkt, som för en persons sinnesstämning, eller för status hos en aktivitet eller ett yrke.
Nadir hänvisar också till den nedåtvända visningsgeometrin hos en satellit i omloppsbana, som används under fjärranalys av atmosfären eller när en astronaut ser jorden medan han utför en rymdpromenad. En nadirbild är en satellitbild eller flygfoto av jorden tagen vertikalt mot ytan.

Detta diagram visar en satellit som observerar reflekterat solljus i nadir-visningsgeometrin..

Termen nadir kan också användas för att representera den lägsta punkten som ett himmelskt objekt når längs dess visuella dagliga rörelse runt en given observationspunkt (dvs. objektets nedre kulmen). Detta kan användas för att beskriva solens position, men det är bara tekniskt korrekt för en latitud i taget och endast möjligt på de låga breddgraderna. Solen sägs vara på nadir på en plats när den är vid zenit vid platsens antipod och är 90° under horisonten.
Inom medicinen används nadir allmänt för att ange utvecklingen till den lägsta punkten av ett kliniskt symptom (t.ex. febermönster) eller ett laboratorieresultat. Inom onkologi används termen nadir för att representera den lägsta nivån av ett antal blodkroppar när en patient genomgår kemoterapi. En diagnos av neutropen nadir efter kemoterapi varar typisk 7-10 dygn.